# クラック (バンド)
クラック（Crack）は、1977年にスペイン北部アストゥリアス州ヒホンで結成されたプログレッシブ・ロック／シンフォニック・ロックバンドである。活動期間は1978年から1980年。1979年に唯一のアルバム『Si Todo Hiciera Crack』（「もしすべてが崩れたら」）を発表した。

## 経緯
バンドは当初、エレクトリックギター不在の4人編成で始まった。結成メンバーはメント・ヘビア（キーボード、ボーカル）、ビダル・アントン（ベース）、マノロ・ヒメネス（ドラム）で、オビエド大学法学部時代の同級生であるアルベルト・フォンタネダ（ボーカル、ギター、フルート）が加わった。1977年末、ラファエル・ロドリゲス（ギター）が加入し、その後ベースはアレックス・カバルに交代した
バンドは経済的困難、機材不足、音楽業界やレーベルの制約、メンバー間の意見の違いなどに直面し、1980年に解散した

## アルバム『Si Todo Hiciera Crack』
1979年、マドリードのAudiofilmスタジオで5日間で録音され、Chapa Discosレーベルから発売された。女性ボーカルのエンカルナシオン・ゴンサレス（「カニ」）が一部楽曲で参加している。プロモーション予算はほとんどなかった。リリース当時、スペインでは「ラ・モビダ」と呼ばれるニューウェーブ運動が進行していた。
収録曲
- Descenso en el Mahëllstrom[3][4](5:27）- エドガー・アラン・ポーの短編に着想を得たインストゥルメンタル。
- Amantes de la Irrealidad[4]（6:15）- 男女ボーカルとシンフォニックな要素を持つ曲。
- Cobarde o Desertor[4]（4:56）- フォークやジャズの要素を含む楽曲。
- Buenos Deseos[4]（3:54）- 短い楽曲。
- Marchando Una del Cid[3][4]（7:45）- 中世的な雰囲気を持つ楽曲。
- Si Todo Hiciera Crack[4]（10:11）- アルバム中で最も長い楽曲。

Epílogo（2:19）- 終曲。
アルバムの総再生時間は約40分である。

## 音楽様式
クラックの音楽は主にインストゥルメンタルで、シンフォニック・プログレッシブ・ロックに分類される。複雑な構成と繰り返しの少ない展開が特徴である。メロトロン、ピアノ、ギター、フルートなどの楽器が用いられている。ジェネシス、キャメル、ジェスロ・タル、プレミアータ・フォルネリア・マルコーニなどのヨーロッパのバンドから影響を受けているが、スペイン独自の要素も含まれる。長いインストゥルメンタルパート、不規則なリズム、特徴的な音色、シンセサイザーの効果が見られる。歌詞には自由や田園的なテーマが含まれる。バンドは自らの音楽を「印象主義的」と表現し、ドビュッシーやラヴェルの影響を挙げている。